# 가범
가범(賈範, ? ~ 237년)은 중국 삼국시대의 무장이다.

## 행적
공손연(公孫淵)이 연왕(燕王)을 자칭하고 위나라에서 독립하려 하자 가범이 동료 윤직(倫直)과 함께 공손연을 말렸으나 오히려 죽임을 당한다. 238년, 사마의(司馬懿)가 공손연을 토벌한 후, 가범의 후손에게 관직을 내렸다.

## 삼국지연의에서의 가범
정사의 행적과 거의 동일하게 나온다.

## 같이 보기
- 삼국지 인물 목록